# Garrett Hardin
Pour les articles homonymes, voir Hardin.
Garrett James Hardin (21 avril 1915 – 14 septembre 2003) était un écologue américain influent, connu principalement pour son article de 1968 : The Tragedy of the Commons (La tragédie des biens communs).
Herman Daly, économiste à l'Université du Maryland a dit de lui qu'il a ouvert la voie à une nouvelle génération d'économistes écologiques (« ecological economists ») et à l'importance de « donner au bien-être des générations futures un poids pour des prises de décisions morales ». Sa théorie, d'obédience politique libérale, vise à établir un marché des ressources naturelles, afin d'empêcher leur épuisement.

## Éléments de biographie
Hardin prépare sa licence de zoologie à l’Université de Chicago de 1932 à 1936, puis il soutient une thèse en microbiologie à l’Université Stanford en 1941, consacrée à la symbiose entre micro-organismes. Il est recruté en 1946 par l’université de Californie, pour y enseigner l’écologie et l’écologie humaine, et est promu professeur titulaire en 1963, poste qu’il conservera jusqu’à sa retraite en 1978. Il a été l’un des membres fondateurs de la Society for General Systems Research.
Avec sa femme Jane, ils expérimentent et appliquent les méthodes qu'ils prêchaient, dont la collecte des eaux pluviales pour produire son eau de boisson, la collecte et le recyclage des déchets, dont par compostage, en évitant les journaux pour ne pas gaspiller le papier.
Le 14 septembre 2003 sa femme (Jane) et lui, en très mauvaise santé tous deux, respectivement âgés de 81 et 88 ans organisent leur fin de vie une semaine après leur 62e anniversaire de mariage, en un suicide commun qui a lieu dans leur maison à Santa Barbara, (Californie), laissant derrière eux 4 enfants. Ils auraient tous deux été membres de la Société Hemlock.
Après sa mort, une société s'est créée pour entretenir le patrimoine de ses idées et travaux (27 livres et 350 articles) : la Garrett Hardin Society.

## Postérité intellectuelle
Dans son article pionnier La Tragédie des Bien Communs (1968), Garret Hardin a décrit les mécanismes de prédation et surexploitation de ressources naturelles qui, selon lui, résultent d'un accès totalement libre. Dans le mode d'organisation rurale de l'ère moderne, chaque villageois a accès au pré communal pour y faire paître ses animaux. Cette structure sociale fournit aux villageois une certaine sécurité. Chacun dispose d'un accès libre et gratuit à une ressource partagée. Du fait de la liberté de l'accès au pré communal, aucun éleveur n'intègre dans son calcul économique le coût de la ressource prélevée sur la collectivité. Le surpâturage ramène à zéro la fertilité du pré communal et provoque la destruction du bien collectif.
Sa nécrographie dans la revue scientifique Sciences le décrit comme ayant été « immensément influent dans de nombreuses causes, notamment l'environnementalisme, le contrôle de la démographie, le droit à l'avortement et la restriction de l'immigration ». Il était un militant de la cause néomalthusienne. Il avait aussi la réputation de dire franchement et sans détour ce qu'il pensait ; il est aussi l'un des signataires du texte, publié en 1994 dans le Wall Street Journal, sous le titre Mainstream Science on Intelligence. Il a défendu le livre The Bell Curve: Intelligence and Class Structure in American Life, de Charles Murray et Richard J. Herrnstein. Le livre attribue à la génétique des différences de quotient intellectuel entre les soi-disant « groupes raciaux » humains.
Le Southern Poverty Law Center le classe parmi les nationalistes blancs, ses publications étant, d'après cette institution, « franches dans leur racisme et leur ethnonationalisme quasi-fasciste ».